# Associazione Calcio Rhodense 1979-1980
Questa voce raccoglie le informazioni riguardanti l'Associazione Calcio Rhodense nelle competizioni ufficiali della stagione 1979-1980.

## Rosa
| N. |                   | Ruolo | Calciatore        |
| -- | ----------------- | ----- | ----------------- |
|    | Italia (bandiera) | A     | Sergio Angiolillo |
|    | Italia (bandiera) | D     | Roberto Bellio    |
|    | Italia (bandiera) | D     | Paolo Bertin      |
|    | Italia (bandiera) | C     | Alberto Borsani   |
|    | Italia (bandiera) | P     | Norberto Bronzini |
|    | Italia (bandiera) | D     | Vittorio Camboni  |
|    | Italia (bandiera) | D     | Maurizio Carlà    |
|    | Italia (bandiera) | P     | Pietro Carmignani |
|    | Italia (bandiera) | C     | Mauro Chinaglia   |
|    | Italia (bandiera) | C     | Paolo Cassaghi    |

| N. |                   | Ruolo | Calciatore          |
| -- | ----------------- | ----- | ------------------- |
|    | Italia (bandiera) | J     | Giampaolo Colombo   |
|    | Italia (bandiera) | C     | Silvano Diligenti   |
|    | Italia (bandiera) | A     | Patrizio Di Stefano |
|    | Italia (bandiera) | C     | Robero Ennas        |
|    | Italia (bandiera) | A     | Lorenzo Garavaglia  |
|    | Italia (bandiera) | C     | Maurizio Grosselli  |
|    | Italia (bandiera) | C     | Luciano Magni       |
|    | Italia (bandiera) | A     | Antonio Marchesi    |
|    | Italia (bandiera) | P     | Emilio Rizzi        |
|    | Italia (bandiera) | A     | Carlo Zerbi         |